# 新昌城墙
參數所指定的目標頁面不存在，建議更正成存在頁面或直接建立下列一個頁面（建立前請先搜尋是否有合適的存在頁面可以取代）：
- 宜丰城墙

新昌城墙为旧新昌县城城墙，位于今中国浙江省绍兴市新昌县南明街道城区，现存东城墙部分墙段及东护城河。
新昌为五代后梁开平二年（908）吴越王钱镠析剡县东部新昌、善政等十三乡置县（时属吴越国），县治位于五山乡石牛镇（即今址），属越州。宋代旧有土城（始建年代不详），后废，仅镇东（东），迎恩（西）、候仙（南）和共仁（北，亦作拱辰）四门名称流传。明嘉靖三十一年（1552）知县万鹏为防倭寇倡议筑城，三十五年（1556）开工，次年落成，清顺治、康熙、乾隆、嘉庆和道光时重修。
新昌城南倚南明山，北临新昌江，东自新昌江引支流为壕。明嘉靖时城周六里（一千三百七十四丈，约4310.4米），高一丈七尺（约5.44米，清代有所增高），宽二丈四尺（约7.68米），设陆门四座，分别为东门应台门（今又名旧东门）、西门通会门、南门仰山门和北门济川门，万历三十八年（1610）又在东北二门之间新开青阳门（今又名新东门）。今仅存应台门至秀水桥长约720米的墙段（被阳光路和人民路分为三部分，城门已不存），其余已改为环城路。城墙残高4-5米，底宽约6.8米，顶宽约5米，外侧用条石错缝砌筑，内侧用块石垒砌，中填泥土沙石，石料取自千佛岩后小寺岙石宕。
城内主要建筑有县署（位于城内西南，已不存，其址今仍为新昌县政府）、学宫（新昌县学文庙，位于城内东南（原在县署东侧并与之相邻，南宋时迁至县署东南一里，南面书案山），已不存，其址今为浙江新昌实验中学）、城隍庙（原位于西街，现存两进，1986年迁至千佛岩）、关帝庙（原位于西街，原存照壁，1993年拆毁:433）和南明书院（位于西门内县署西侧，已不存，其址今为南明小学）等。